# درومه
درومه (به لاتین: Drume) یک منطقهٔ مسکونی در مونته‌نگرو است که در شهرداری توزی واقع شده‌است. درومه ۱۶۴ نفر جمعیت دارد.